# ريان هاريس
ريان هاريس (11 أكتوبر 1979 بسيدني في أستراليا - ) (بالإنجليزية: Ryan Harris)‏ هو لاعب كريكت أسترالي. شارك مع منتخب أستراليا الوطني للكريكت. أما مع النوادي، فقد لعب مع Brisbane Heat ‏ وDeccan Chargers ‏ ونادي مقاطعة سري للكريكت ‏ وفريق جنوب أستراليا للكريكت ‏ ونادي مقاطعة ساسكس للكركيت ‏ وفريق كوينسلاند للكريكت ‏ وبنجاب كينغز.

## وصلات خارجية
- ريان هاريس على موقع إي آس بي آن كريك إنفو (الإنجليزية)